# Oxythyrea

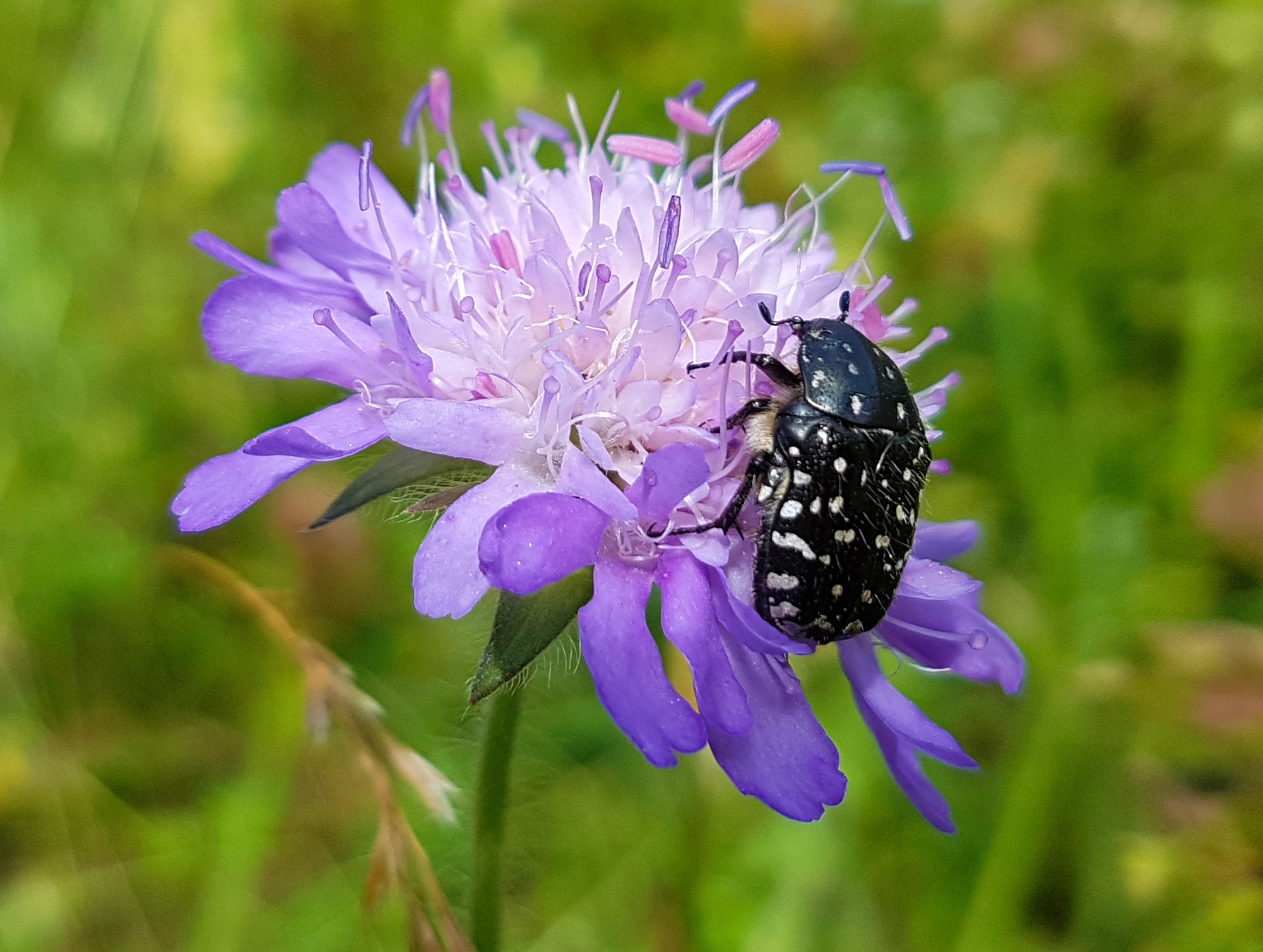
Oxythyrea funesta

Oxythyrea és un gènere de coleòpters polífags de la família dels escarabèids. Una espècie, Oxythyrea funesta, es molt freqüent a Catalunya, sobre les flors, a la primavera.

## Etimologia
El nom del gènere esdevé de dos mots grecs oxys (afilat) i thyreos (escut).

## Característiques
Inclou espècies de poc més d'un centímetre de longitud i són generalment de color negre amb punts, taques o línies blanques al tòrax, els èlitres i l'abdomen. El patró de punts, taques o línies és distintiu de cada espècie.

## Història natural
Els imagos són actius durant el dia i són fàcils d'observar sobre les flors, de les quals s'alimenten.

## Taxonomia
Algunes espècies d'aquest gènere són sovint classificades prop del gènere Leucocelis.
- Oxythyrea abigail
- Oxythyrea albopicta
- Oxythyrea cinctella
- Oxythyrea cinctelloides
- Oxythyrea densata
- Oxythyrea dulcis
- Oxythyrea funesta
- Oxythyrea groenbechi
- Oxythyrea guttifera
- Oxythyrea noemi
- Oxythyrea pantherina
- Oxythyrea producta
- Oxythyrea subcalva
- Oxythyrea tripolitana